# Megaselia piceata
Megaselia piceata är en tvåvingeart som beskrevs av Borgmeier 1962. Megaselia piceata ingår i släktet Megaselia och familjen puckelflugor. Inga underarter finns listade i Catalogue of Life.